# Філіппов Анатолій Юхимович
Філіппов Анатолій Юхимович  (нар.  3 вересня 1935, с. Соколове Зміївського району Харківської області) — український актор, режисер, головний режисер Закарпатського академічного обласного українського музично-драматичного театру імені братів Юрія-Августина Шерегіїв, народний артист України, член НСТДУ.

## Життєпис
У 1957—1961 роках навчався у Харківському державному театральному інституті.
По його закінченні протягом 1961—1968 роках був актором Закарпатського обласного державний українського музично-драматичного театру (Ужгород), а у 1968—1984 роках — актором Чернігівського обласного державний українського музично-драматичного театру.
З 1984 по 1997 роки працював актор Закарпатського обласного державний українського музично-драматичного театруЗакарпатського обласного державний українського музично-драматичного театру, м. Ужгород, а з 1997 року обійняв посаду головного режисера цього театру.

## Режисерські роботи
- 2000 — «Закарпатський вертеп-бетлегем»
- 2000 — «Банкрут» Михайла Старицького
- 2001 — «Чорний дипломат» В.Селезньова
- 2001 — «Шампанського і карету» О.Галіна
- 2003 — «Сімейний уік-енд» Ж.Пуаре
- 2005 — «Чого хоче жінка?» Г.Квітки-Основ'яненка
- 2005 — «Краплина ніжності» А.Ніколаї
- 2006 — «Потрібен брехун» Д.Псафас
- 2007 — «Наталка Полтавка» за п'єсою Івана Котляревського
- 2009 — «Судний час» І.Козака
- 2010 — «Дорога до раю» Д.Кешелі
- 2011 — «Американська рулетка» О.Марданя
- 2012 — «Сватання на Горчарівці» Г.Квітки-Основ'яненка
- 2013 — «Здраствуйте, я ваша тітонька» Б.Томаса
- 2014 — «Цвіт папороті» Ю.Чорі
- 2015 — «Турецька шаль» А.Горіна, Е.Яворського
- 2015 — «А в Парижі гарне літо…» Олександра Гавроша
- 2019 — «Жменяки» Анатолія Філіппова за романом Михайла Томчанія
- 2020 — «Думи мої…» за Тарасом Шевченком
- 2021 — «До зустрічі з тобою» («Танго для тебе») Юрія та Євгена Шерегіїв
- 2024 — «Наталка Полтавка» за п'єсою Івана Котляревського

## Нагороди
- 1974 — Заслужений артист УРСР
- 1996 — Народний артист України (1996)[1]
- 1995, 1999, 2000, 2008,2009 — Лауреат обласної театральної премії ім. братів Євгена та Юрія — Августина Шерегіїв
- 2009 — Орден «За заслуги» III ступеня